# Ophidiasteridae
Famille
Les Ophidiasteridae constituent une famille d'étoiles de mer de l'ordre des Valvatida.

## Description et caractéristiques

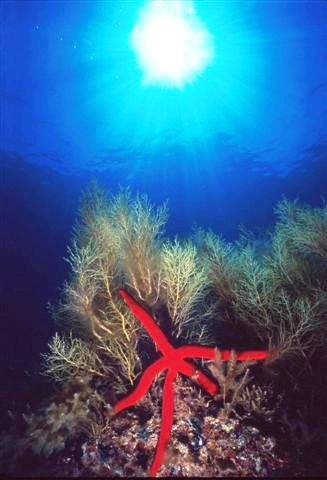
Ophidiaster ophidianus en Sicile.

C'est une des familles majeures d'étoiles de mer littorales, qui comporte environ 112 espèces réparties dans 30 genres, et dont des représentants existent dans toutes les grandes mers du monde (même si la majorité des espèces habitent l'Indo-Pacifique).
Ces étoiles ont généralement un disque central assez réduit, autour duquel rayonnent 5 bras (parfois plus ou moins), très allongés et de section plus ou moins cylindrique : c'est à ceux-là que la famille doit son nom, ophis signifiant « serpent » en grec (et aster « étoile »).
Cette famille est caractérisée par son squelette constitué de plaques principalement granuliformes, denses et homogènes, quoique quelquefois élargies ou modifiées et tubercules ou (plus rarement) en petits piquants - mais ces piquants sont alors au centre des plaques, jamais isolés. Les plaques basales et distales sont granulées, sauf chez Leiaster. Les plaques intermarginales sont rarement présentes, ou seulement au niveau basal.
Cette famille est notamment célèbre pour ses impressionnantes capacités de régénération, spectaculaires même pour des échinodermes : si toutes les espèces de cette famille sont capables de régénérer complètement un ou plusieurs bras perdus, certaines espèces des genres Linckia, Ophidiaster et Phataria peuvent même régénérer une étoile complète à partir d'un seul bras, ce qui leur donne accès à un mode de reproduction asexué.
Les contours de cette famille sont relativement difficiles à définir, et ses relations avec les Goniasteridae sont complexes. Des recherches ont donné lieu à plusieurs déplacements majeurs en 2017, avec la création de la sous-famille Ferdininae Mah 2017, sous-famille des Goniasteridae regroupant de nombreux genres auparavant apparentés aux Ophidiasteridae.

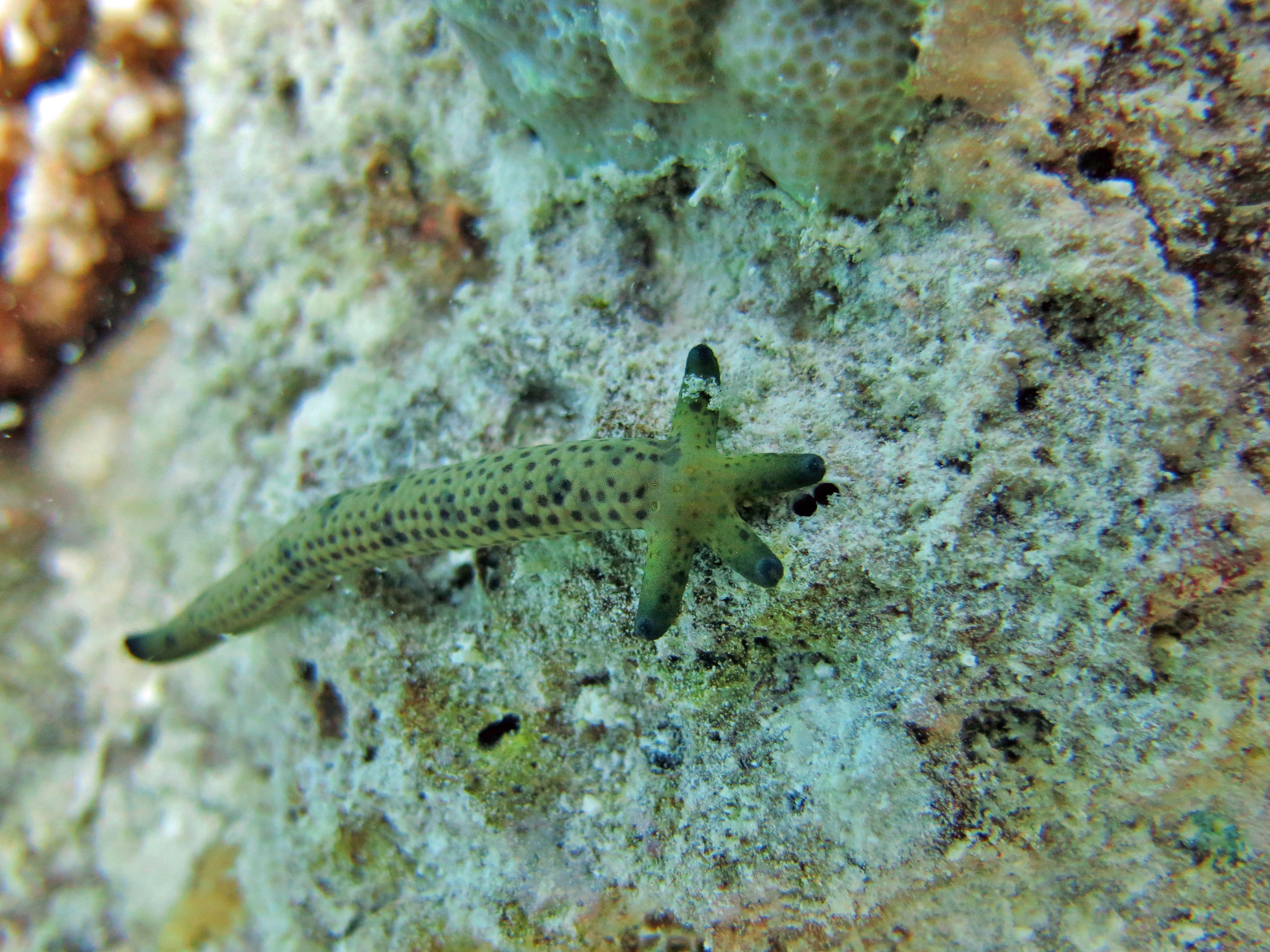
Certaines espèces de cette famille sont capables de régénérer une étoile entière à partir d'un seul bras, ce qui leur offre une possibilité de reproduction asexuée.

## Liste des genres
Selon World Register of Marine Species (27 Mai 2017) :
- genre Andora A.M. Clark, 1967 -- 4 espèces (Indo-Pacifique)
- genre Astroglypha Mah, 2021 -- 2 espèces (Indo-Pacifique)
- genre Bunaster Döderlein, 1896 -- 4 espèces (Indo-Pacifique central)
- genre Certonardoa H.L. Clark, 1921 -- 1 espèce (Japon et mer de Chine)
- genre Cistina Gray, 1840 -- 1 espèce (Indo-Pacifique)
- genre Copidaster A.H. Clark, 1948 -- 3 espèces (Atlantique)
- genre Dactylosaster Gray, 1840 -- 1 espèce (Indo-Pacifique)
- genre Devania Marsh, 1974 -- 1 espèce (Polynésie)
- genre Dissogenes Fisher, 1913 -- 2 espèces (Pacifique ouest)
- genre Drachmaster Downey, 1970 -- 1 espèce (Antilles)
- genre Gomophia Gray, 1840 -- 4 espèces (Indo-Pacifique)
- genre Hacelia Gray, 1840 -- 5 espèces (tous océans, tropicaux et tempérés)
- genre Heteronardoa Hayashi, 1973 -- 2 espèces (Indo-Pacifique)
- genre Leiaster Peters, 1852 -- 5 espèces (Indo-Pacifique)
- genre Linckia Nardo, 1834 -- 9 espèces (circum-tropical)
- genre Narcissia Gray, 1840 -- 4 espèces (Atlantique et Pacifique est)
- genre Nardoa Gray, 1840 -- 9 espèces (Indo-Pacifique)
- genre Oneria Rowe, 1981 -- 1 espèce (Australie orientale)
- genre Ophidiaster L. Agassiz, 1836 -- 25 espèces (tous océans, tropicaux et tempérés)
- genre Pharia Gray, 1840 -- 1 espèces (Pacifique est)
- genre Phataria Gray, 1840 -- 2 espèces (Pacifique est)
- genre Plenardoa H.L. Clark, 1921 -- 1 espèce
- genre Pseudophidiaster H.L. Clark, 1916 -- 1 espèce (Australie méridionale)
- genre Tamaria Gray, 1840 -- 17 espèces (tous océans, tropicaux et tempérés)

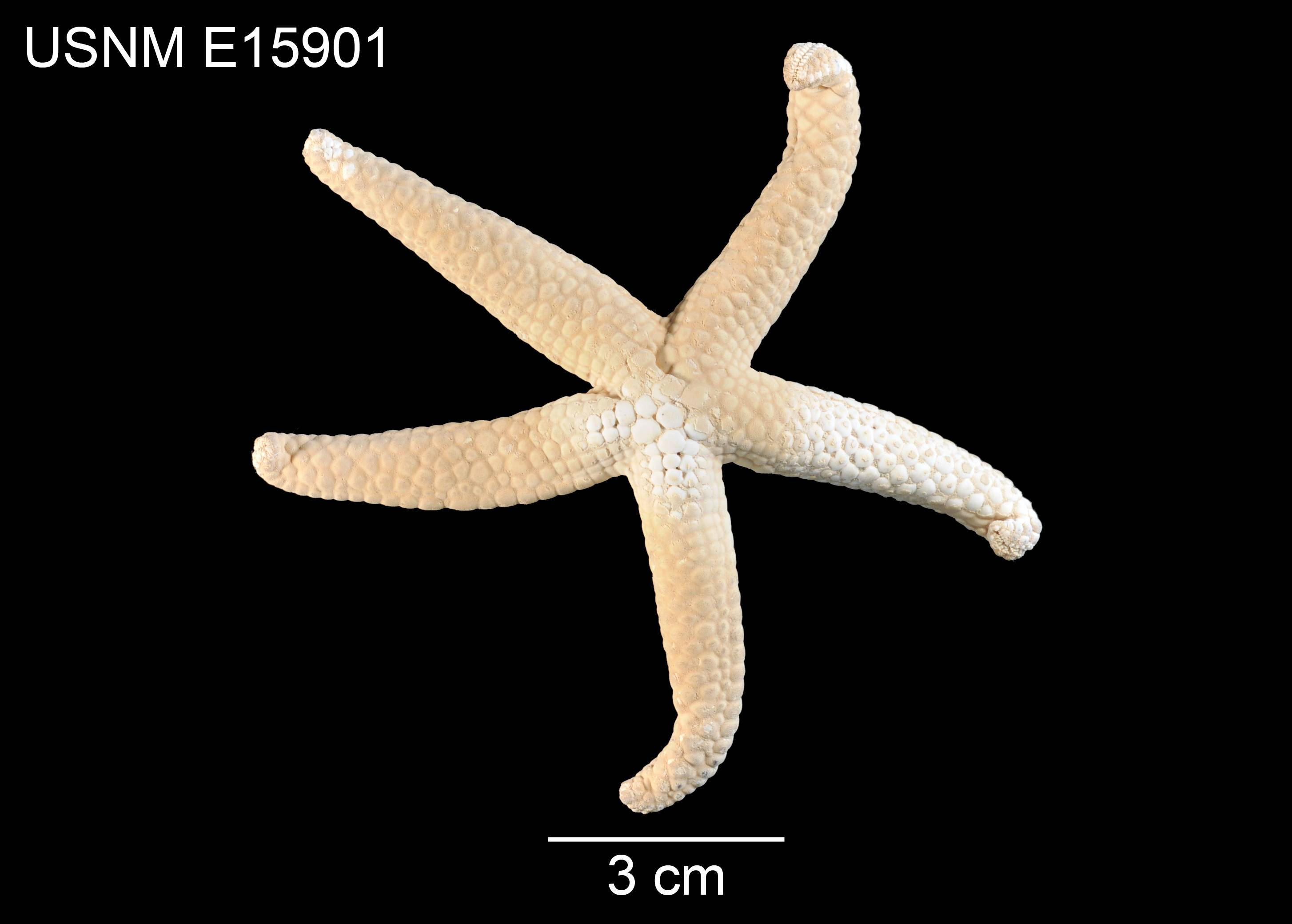
Andora bruuni
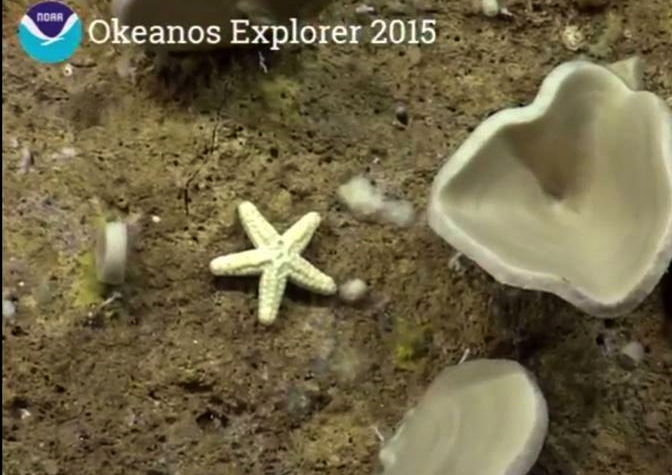
Astroglypha passiflora
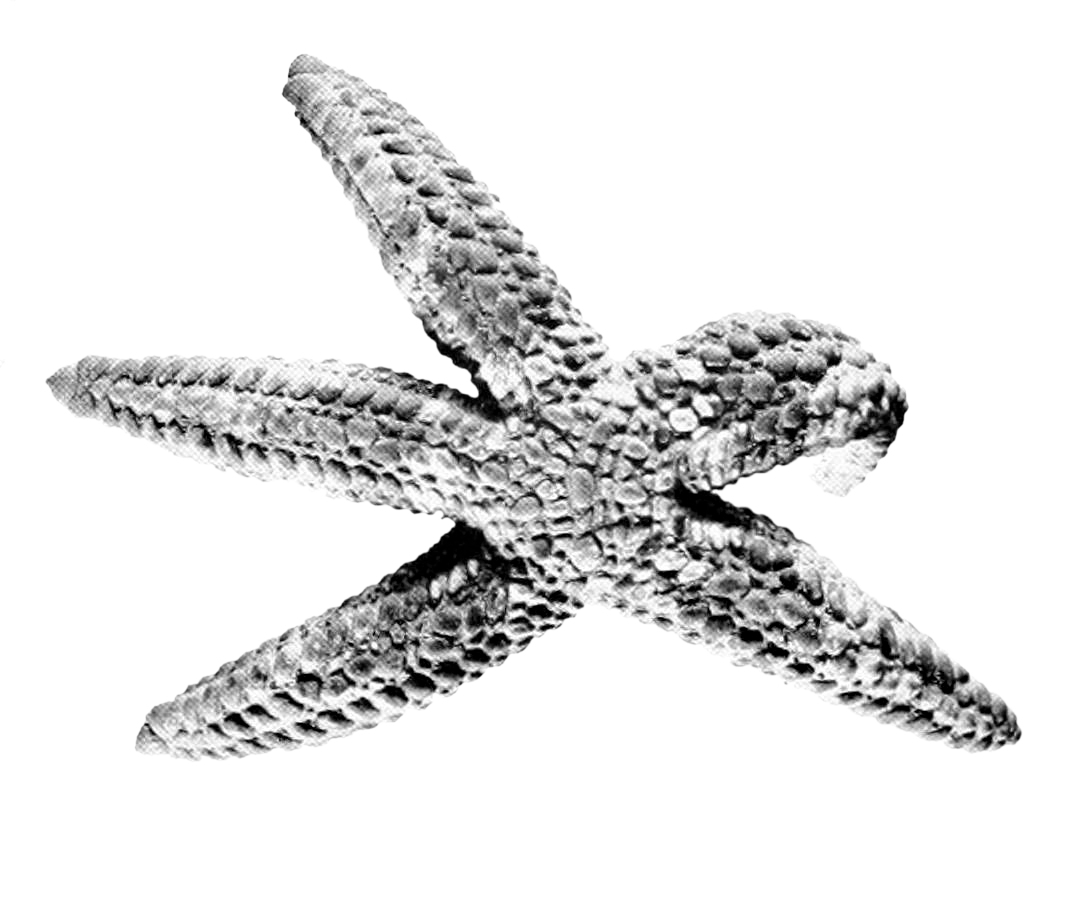
Bunaster variegatus
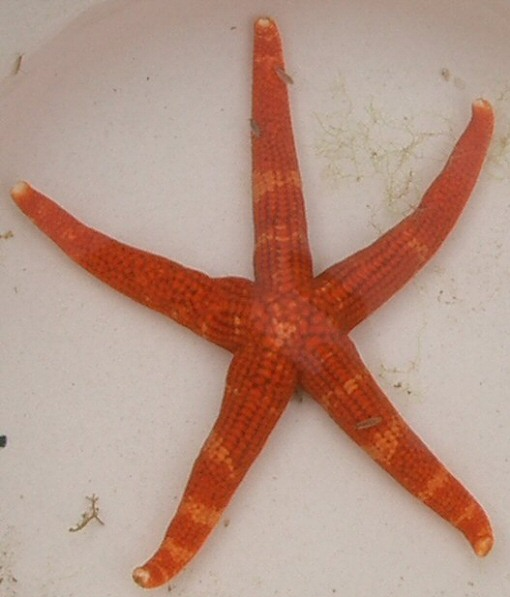
Certonardoa semiregularis
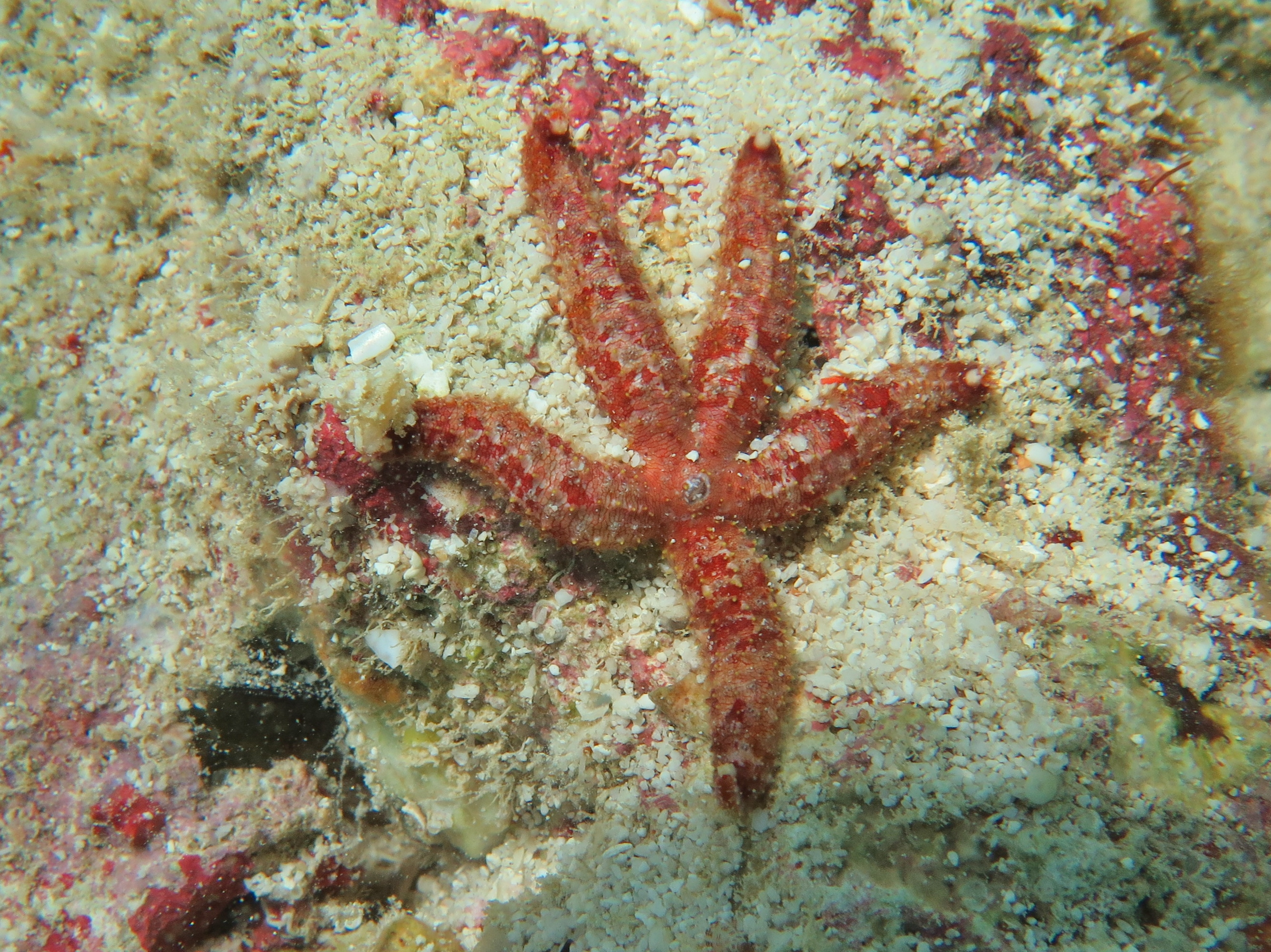
Cistina columbiae
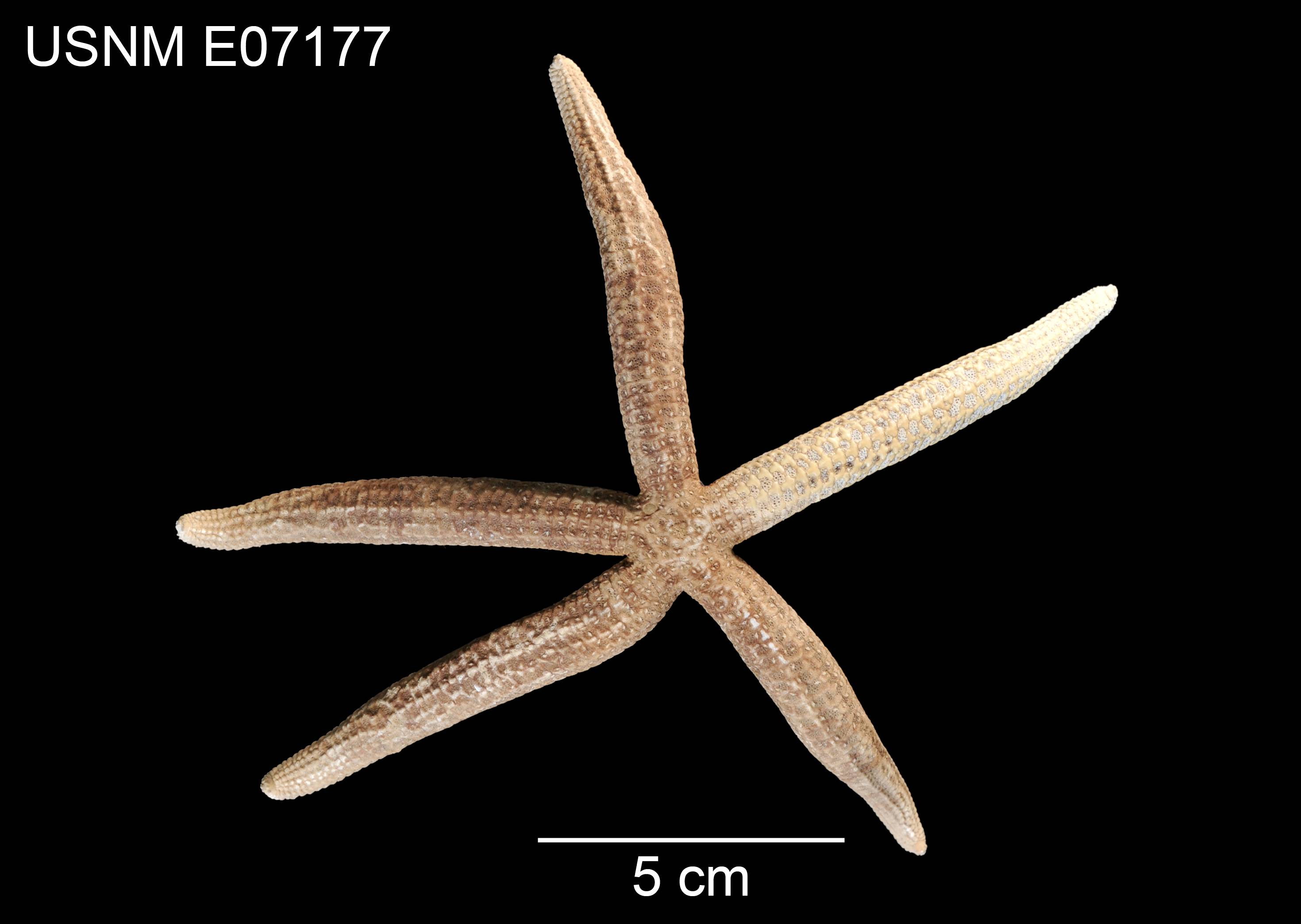
Copidaster lymani
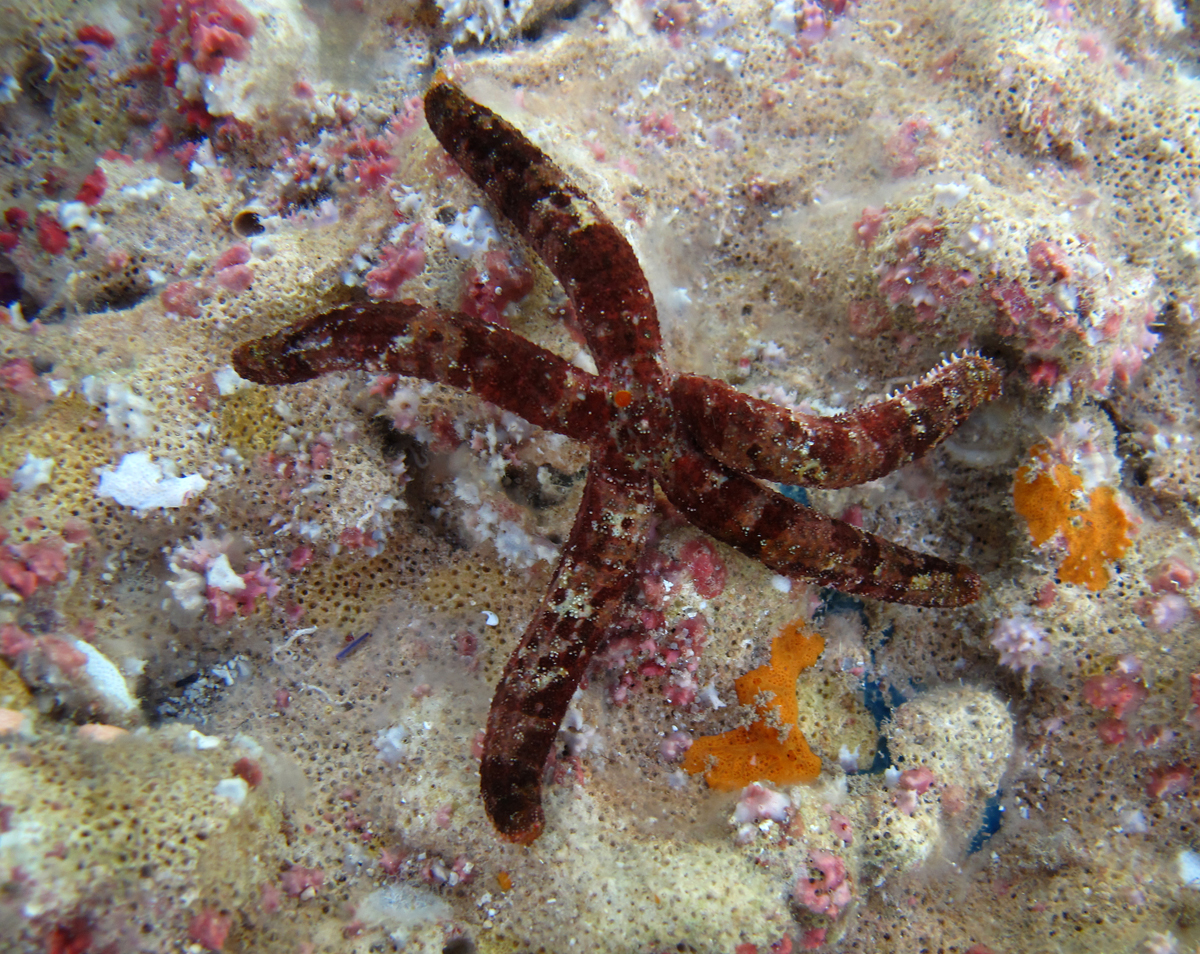
Dactylosaster cylindricus
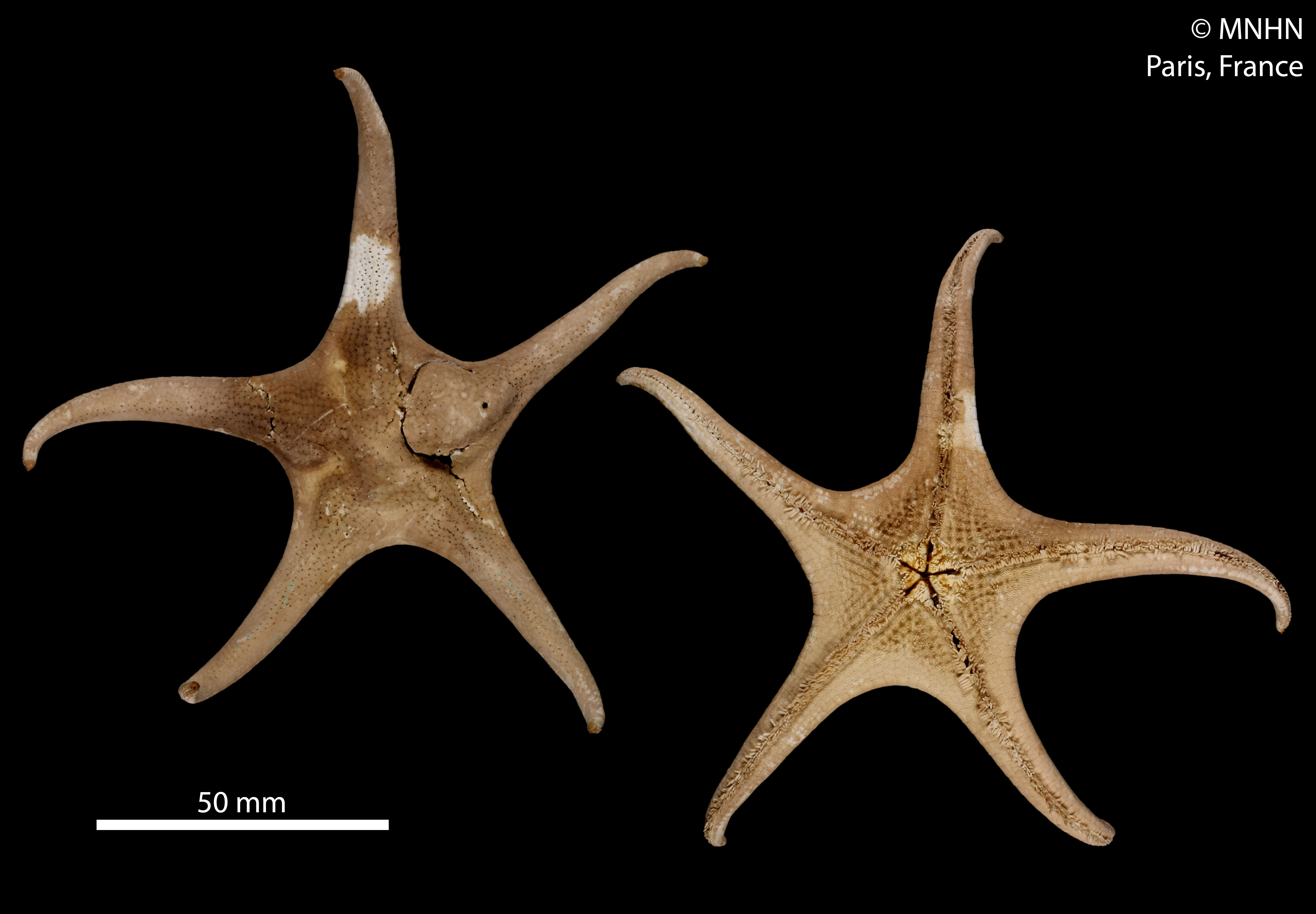
Dissogenes petersi
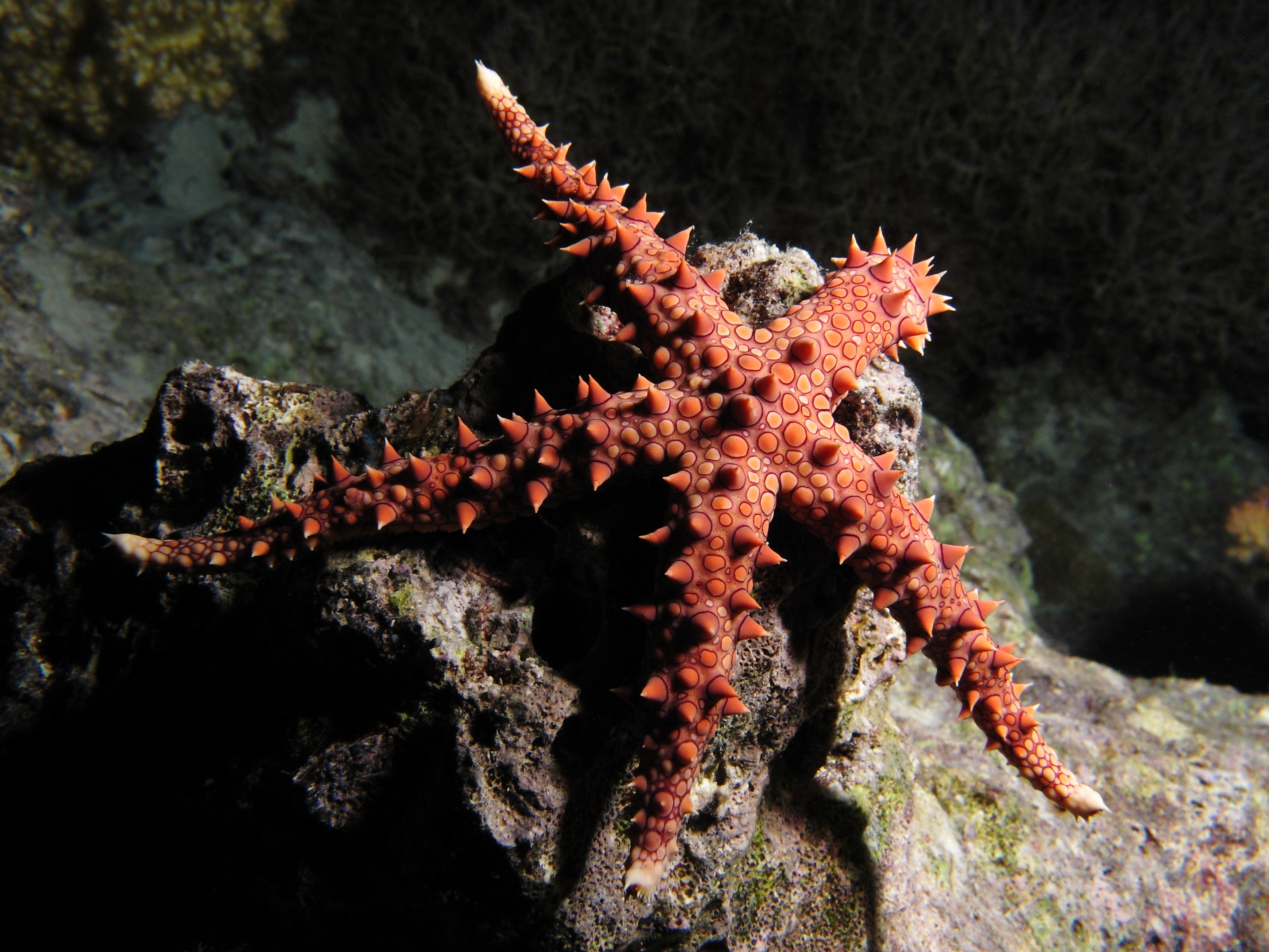
Gomophia egyptiaca
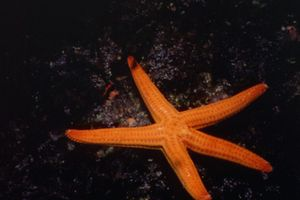
Hacelia attenuata
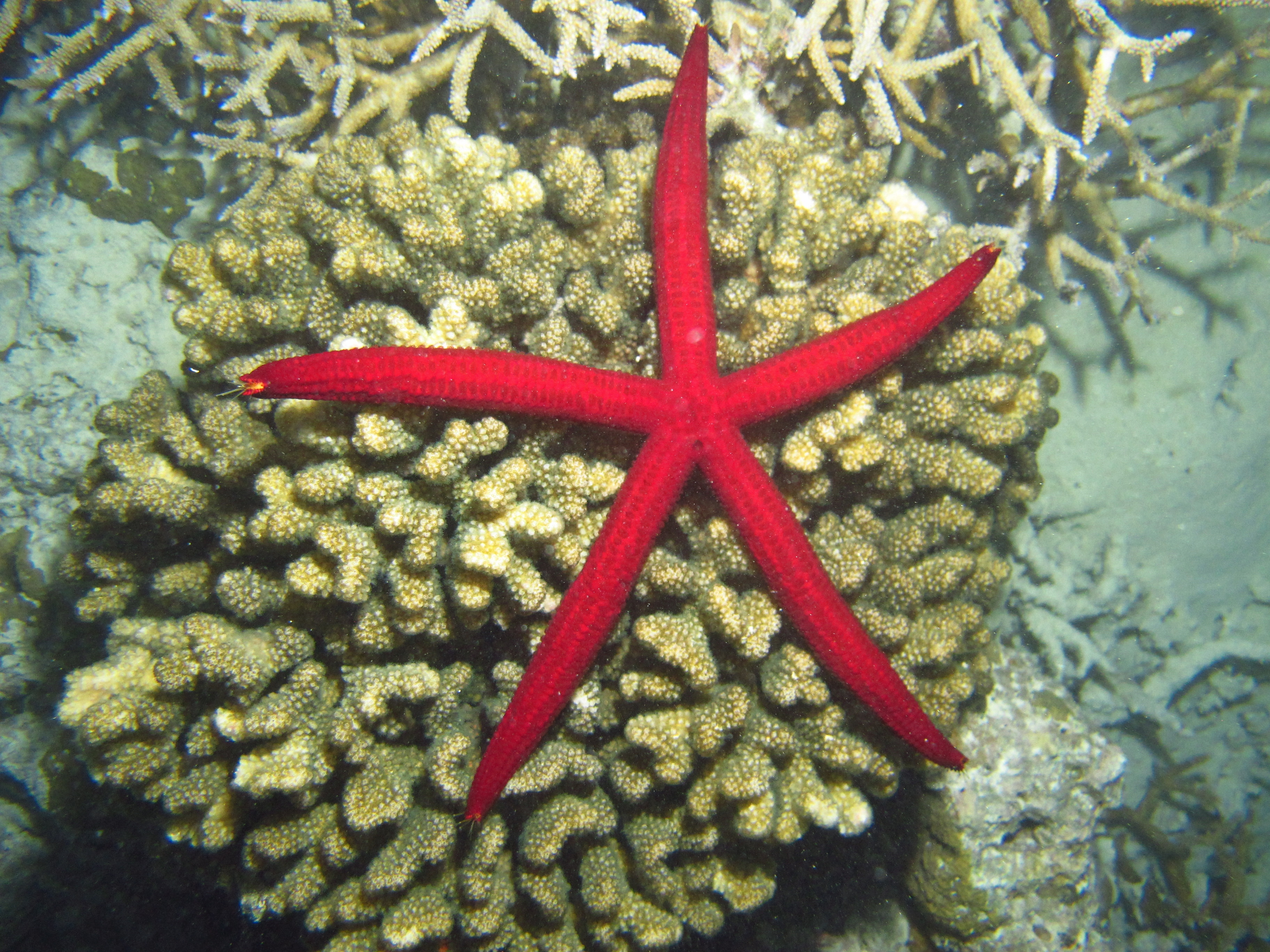
Leiaster speciosus
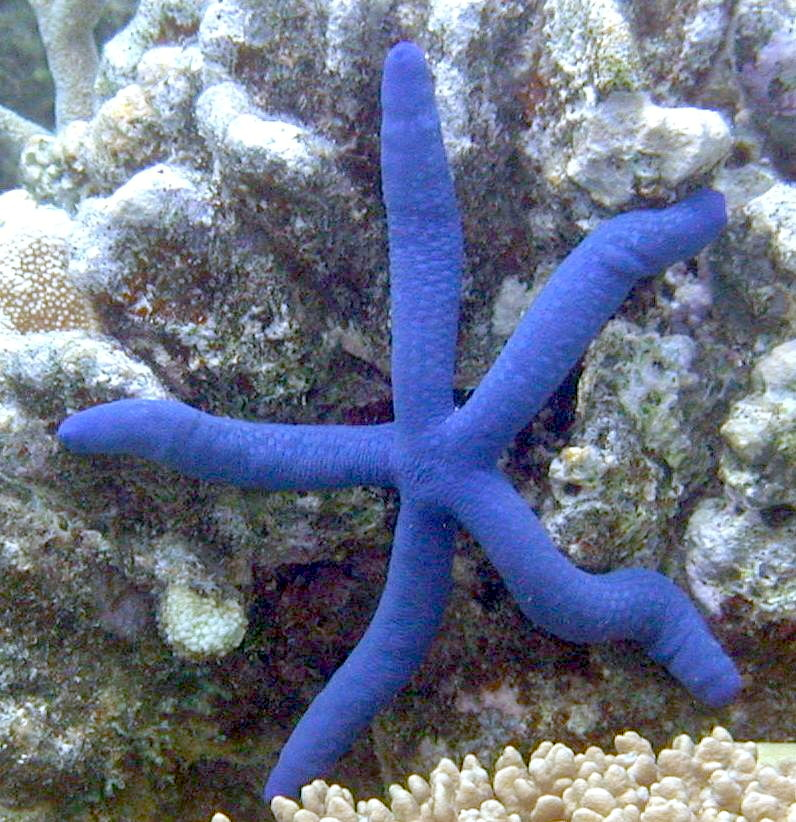
Linckia laevigata
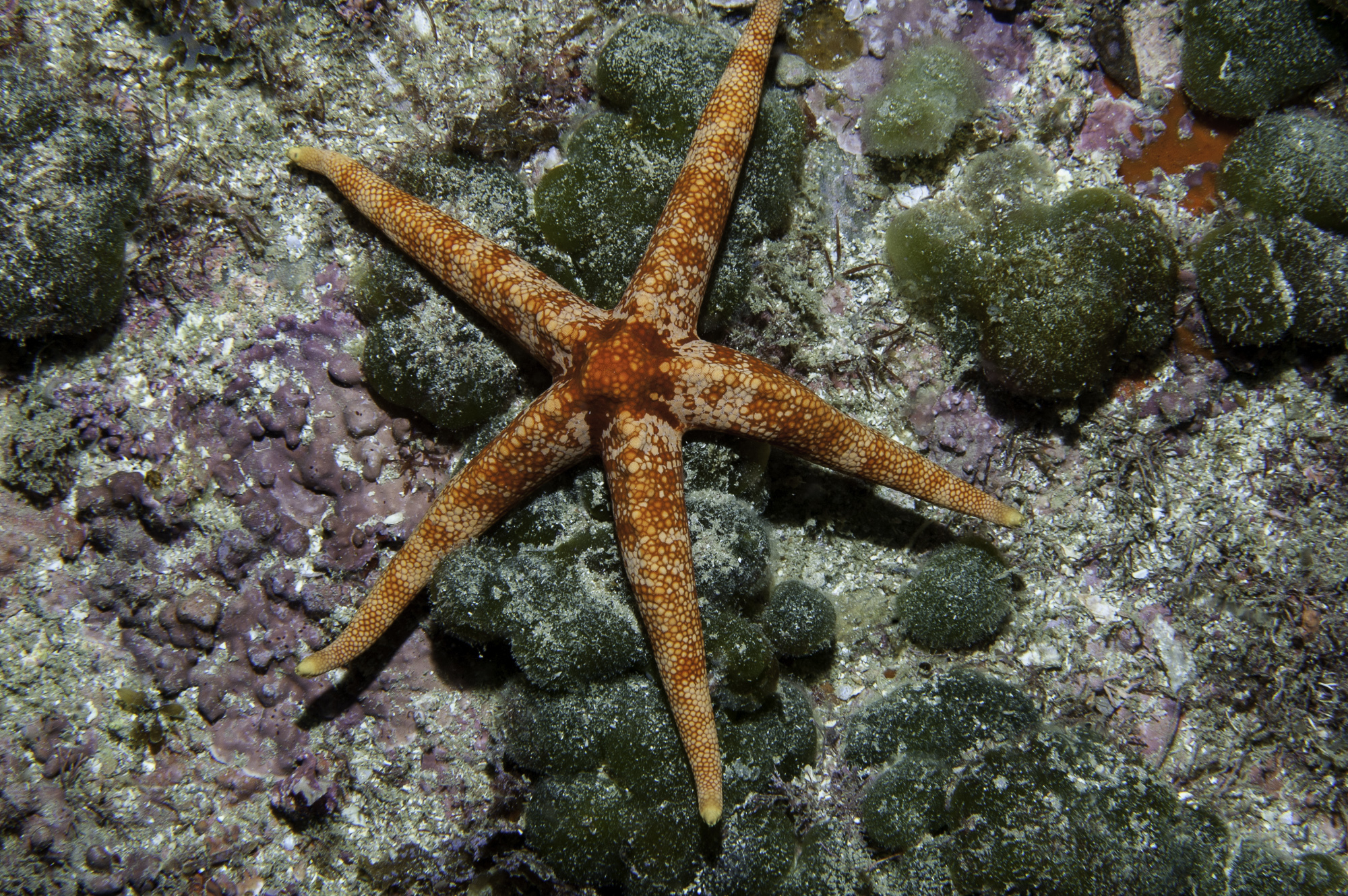
Narcissia trigonaria
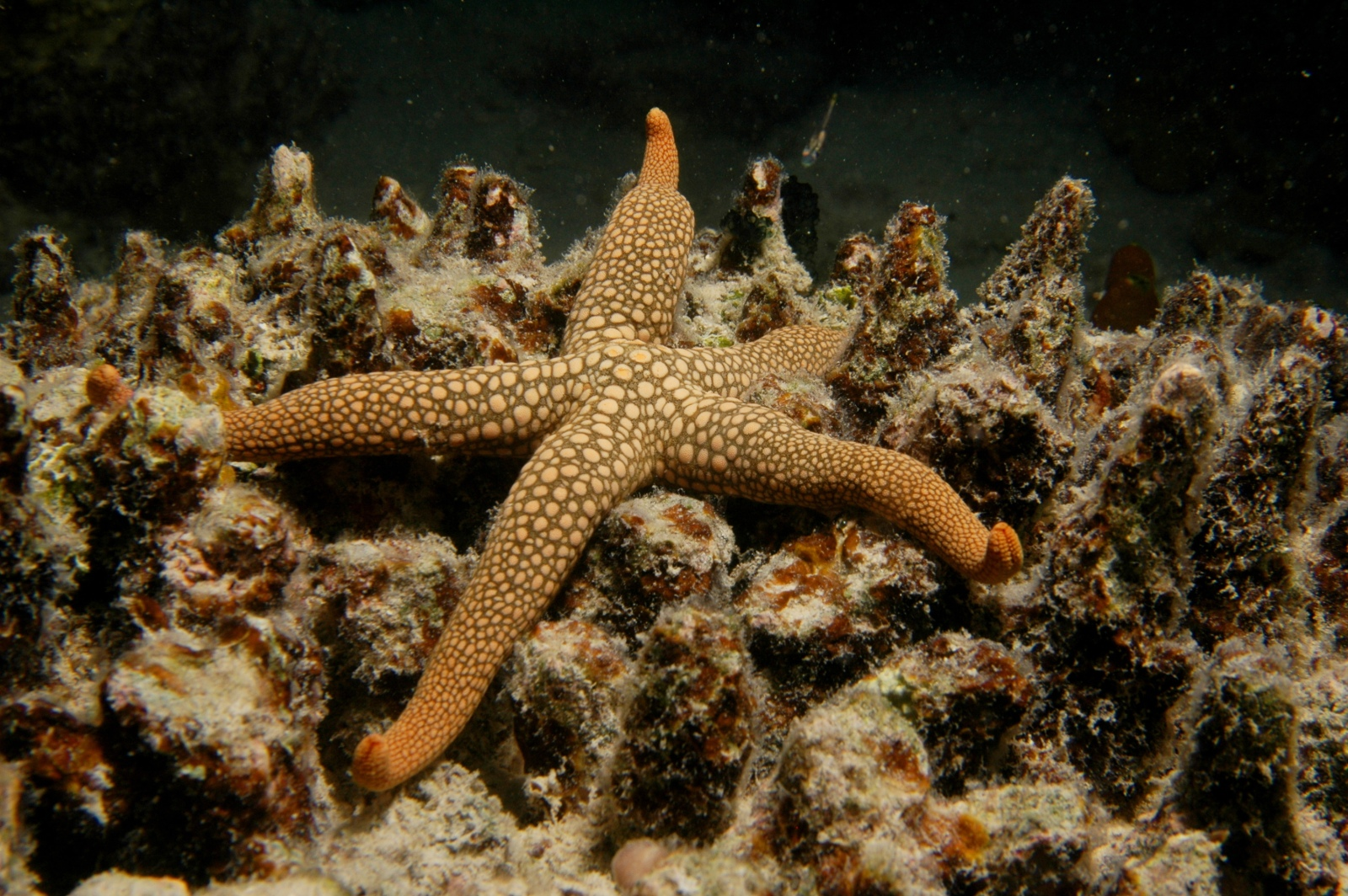
Nardoa novaecaledoniae
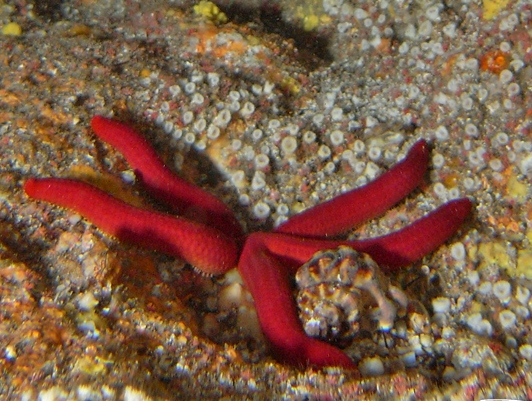
Ophidiaster ophidianus
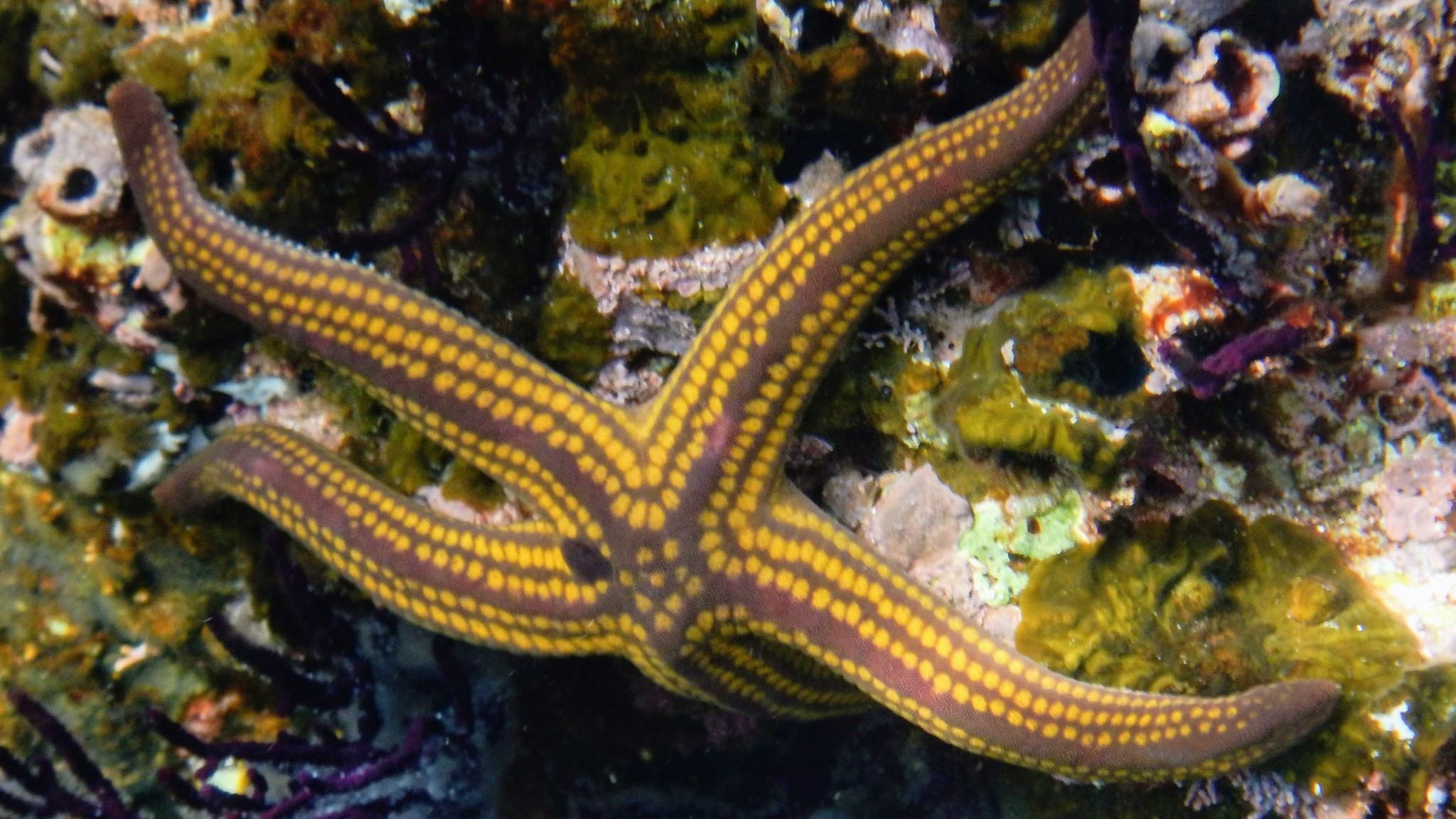
Pharia pyramidata
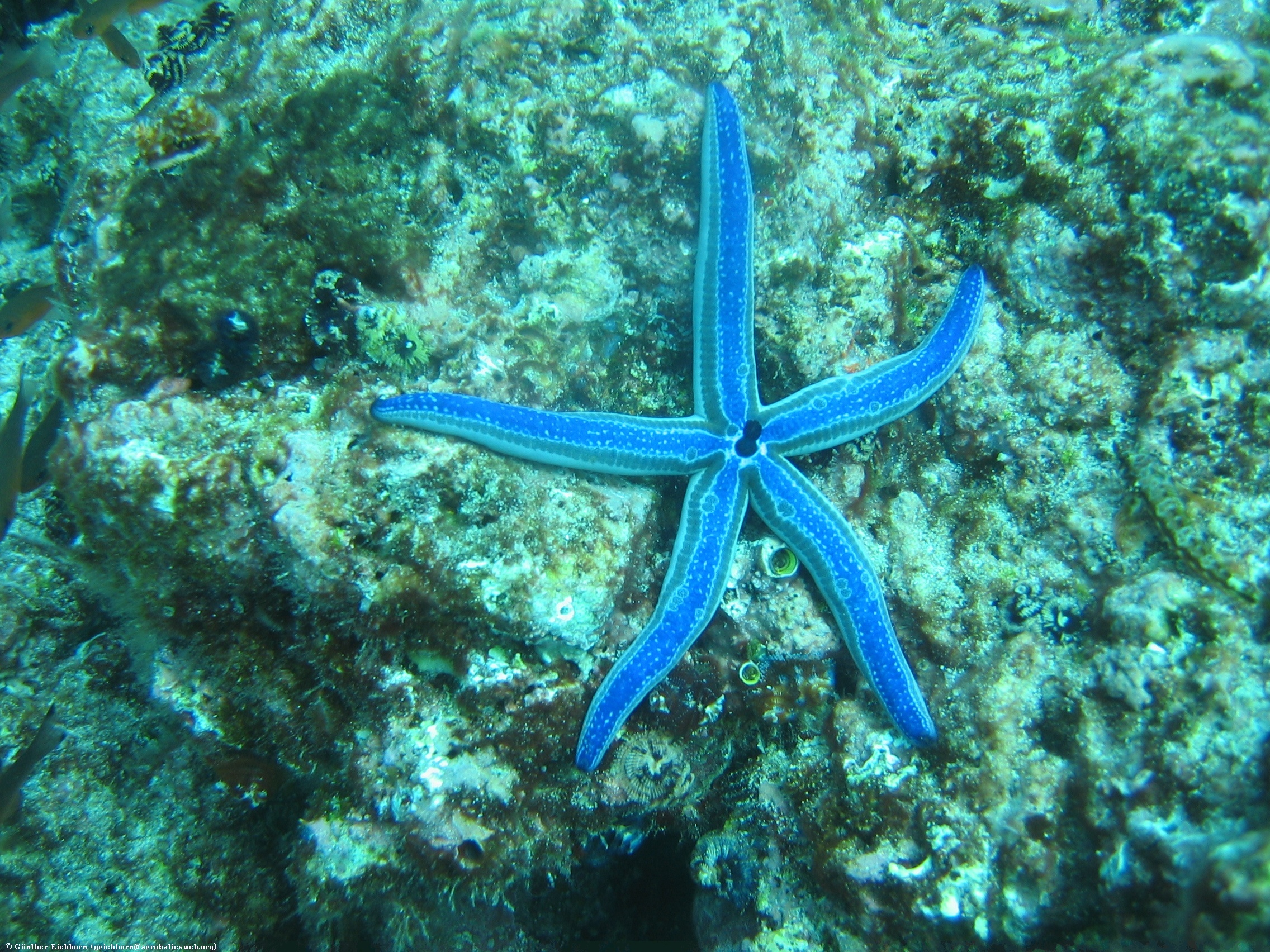
Phataria unifascialis
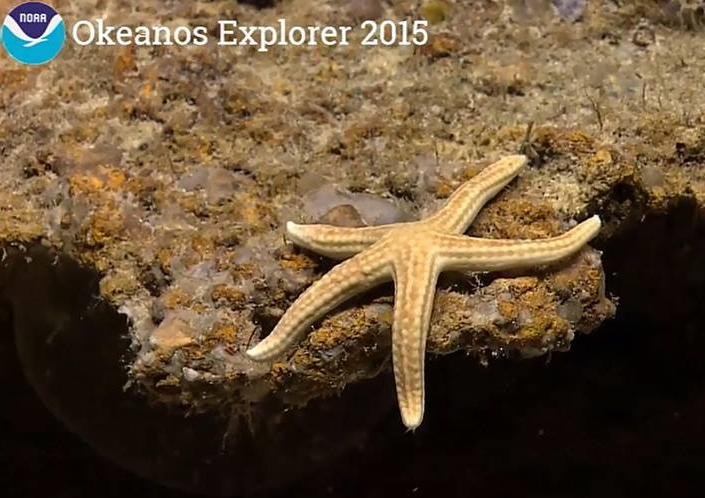
Tamaria halperni
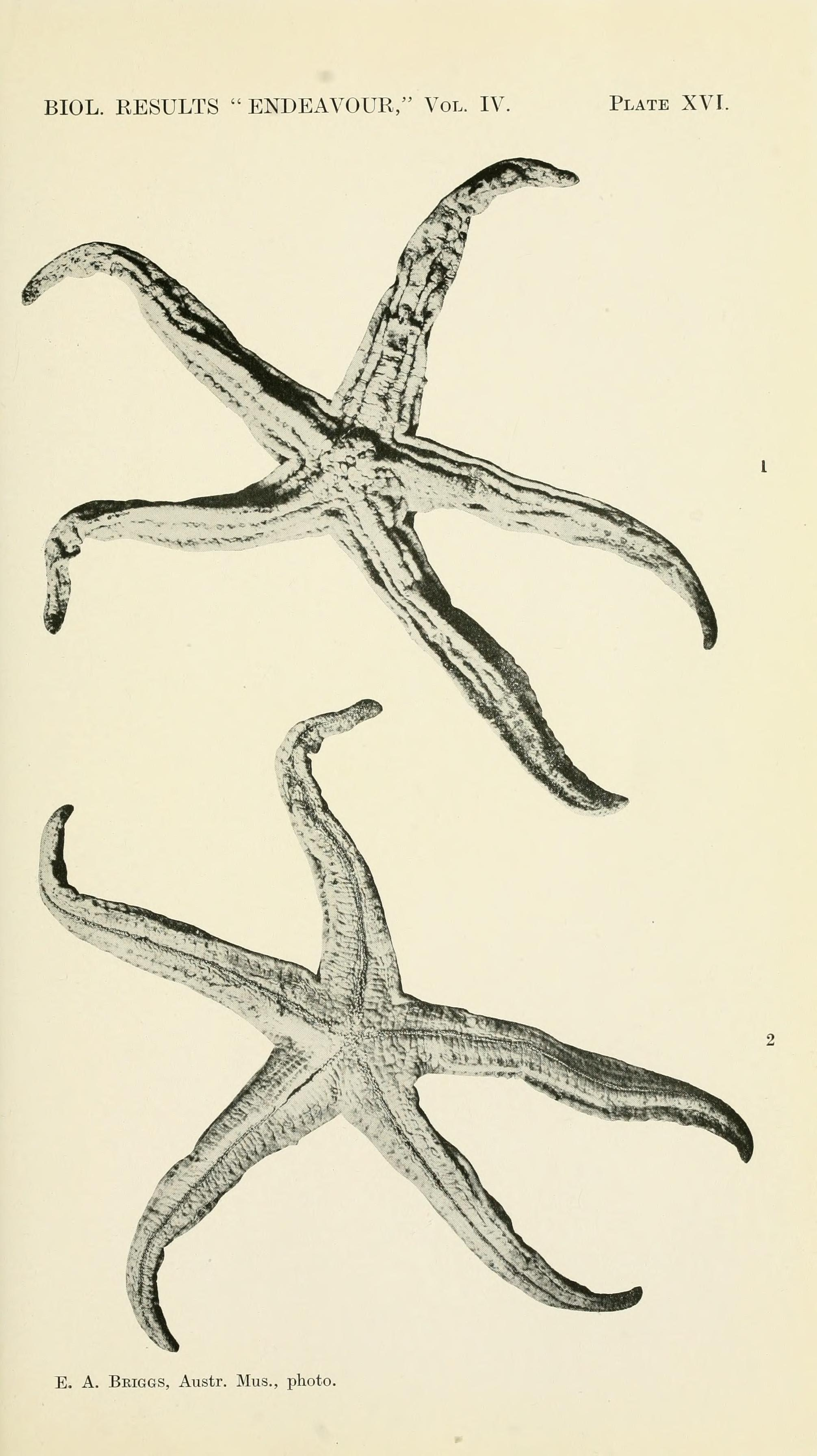
Pseudophidiaster rhysus

Fossilworks ajoute plusieurs genres éteints :
- †Altairia Blake and Reid, 1998
- †Chariaster de Loriol, 1909
- †Denebia Blake and Reid, 1998